# Dichromia limbopuncatata
Dichromia limbopuncatata är en fjärilsart som beskrevs av Embrik Strand 1915. Dichromia limbopuncatata ingår i släktet Dichromia och familjen nattflyn. Inga underarter finns listade i Catalogue of Life.